# Scara Spaniolă
Scara Spaniolă este un monument istoric și de arhitectură din Roma. Construcția leagă Piazza di Spagna de biserica Trinità dei Monti.